# Mono Band (album)
Mono Band – wydany w 2005 roku jedyny album projektu Mono Band gitarzysty zespołu The Cranberries, Noela Hogana.

## Lista utworów
1. "Brighter Sky"
2. "Waves"
3. "Why?"
4. "Run Wild"
5. "Home"
6. "Invitation"
7. "Crazy"
8. "Hollow Man"
9. "Miss P"
10. "Indecisive"
11. "Release"
12. "Coyote & Helicopters (Mix)"

## Muzycy
1. Noel Hogan – gitara, programowanie, chórki
2. Richard Walters – wokal w "Waves", "Home" i "Indecisive"
3. Alexandra Hamnede – wokal w "Why?", "Run Wild", "Miss P" i "Hollow Man"
4. Kate Havnevik – wokal w "Crazy"
5. Nicolas Lecroux – wokal w "Hollow Man"
6. Fin Chambers – wokal w "Release"
7. Angie Hart – wokal w "Coyotes & Helicopters"
8. Marius de Vries – dodatkowe keyboardy i programowanie w "Brighter Sky"
9. Fergal Lawler – perkusja w "Waves", "Run Wild", "Crazy", "Release" i "Coyotes & Helicopters"
10. Mike Hogan – bas w "Release"
11. Matthew Vaughan - programowanie i keyboardy